# Diócesis de Whithorn
La diócesis de Whithorn (en latín: Dioecesis Candidae Casae y en inglés: Diocese of Whithorn) fue una circunscripción eclesiástica de la Iglesia católica en el Reino Unido. Se trataba de una diócesis latina, sufragánea de la arquidiócesis de York. Fue suprimida circa 800 por la invasión danesa.

## Territorio y organización
La diócesis extendía su jurisdicción sobre los fieles católicos de rito latino residentes en parte de Escocia, comprendiendo parte del antiguo Reino de Strathclyde.
La sede de la diócesis se encontraba en la localidad de Whithorn.

## Historia
Whithorn, un antiguo centro comercial, precede a la isla de Iona en 150 años como cuna del cristianismo escocés. Según la Historia ecclesiastica gentis Anglorum de Beda el Venerable, en el año 397 san Niniano fundó allí entre los pictos la primera misión cristiana al norte del Muro de Adriano, mientras las legiones romanas aún ocupaban Britania. Erigió una pequeña iglesia de piedra conocida como la "Casa Candida", o Casa Blanca, que fue el primer edificio cristiano de Escocia y el primer asentamiento cristiano al norte del Muro de Adriano. El emplazamiento de la iglesia adquirió rápidamente relevancia a principios de la Edad Media, convirtiéndose en catedral y monasterio, y manteniéndose como centro de peregrinación a pesar de la inestable situación política de la región.
En Whithorn se formaron muchos monjes que posteriormente se lanzaron al campo misionero y se convirtieron en famosos apóstoles de Irlanda y Alba, llegando incluso hasta las islas Orcadas y Shetland. San Éogan, fundador del monasterio de Ardstraw, fue un irlandés que vivió en el siglo VI y del que se dice que fue llevado por piratas a Britania. Al obtener su libertad, estudió en Candida Casa. El obispo Healy identifica el lugar con el gran seminario de Rosnat (Magnum Monasterium) del siglo VI, «...y sin duda fue una de las principales fuentes de las que se derivó el monacato irlandés».
Whithorn y sus alrededores pasaron del control britano al de los northumbrios. Si bien existía cierta relación entre el cristianismo de Northumbria y el del área de Galloway en el siglo VII, tras el repudio del cristianismo celta por parte de la Iglesia de Northumbria en el Sínodo de Whitby de 664, el arzobispo de Canterbury creó varios obispados en territorio de Northumbria (Hexham se separó de Lindisfarne y se erigió la efímera diócesis de Abercorn) con la intención de que se subordinaran a Canterbury en lugar de a York. York se opuso a esta evolución, en particular subordinando a Whithorn, que en aquel entonces estaba bajo el dominio de Northumbria. La sucesión episcopal de esta diócesis monástica sólo está atestiguada desde esta época anglosajona. Se conocen los nombres de seis obispos de la misma a más tardar desde el año 730. La subordinación de Whithorn a York se reforzó cuando York fue elevada a arquidiócesis por el papa Gregorio III en 735. Posteriormente, la zona fue invadida por los vikingos daneses y la diócesis fue suprimida circa 800. 
Volvió finalmente al control celta hacia el año 1100, momento en el que ya formaba parte del Reino de Escocia, y la diócesis fue restablecida en la primera mitad del siglo XII con el nombre de diócesis de Whithorn-Galloway, sufragánea de la arquidiócesis de York hasta 1355 en deferencia a su origen anglosajón.

## Episcopologio
- San Niniano † (?-432 falleció)
- Pehthelm † (731-735 falleció)
- Frithwald † (circa 762-764)
- Pehtwine † (circa 776-777)
- Æthelberht † (circa 777-circa 789 nombrado obispo de Hexham)
- Beadwulf † (790-circa 803)
- Eadredus †[5]